# Mkongo (Namtumbo)
Mkongo ist ein Verwaltungsbezirk (Ward) des Distrikts Namtumbo in der tansanischen Region Ruvuma.

## Geografie
Mkongo liegt im Südwesten von Tansania etwa 40 Kilometer Luftlinie östlich der Regionshauptstadt Songea. Der Bezirk grenzt im Norden an Litola, im Osten an Mkongo Gulioni, im Süden an Limamu und im Westen an Matimira.
Bei der Volkszählung 2022 lebten 7899 Menschen in 1722 Haushalten auf einer Fläche von 113 Quadratkilometern.

## Gliederung
Der Bezirk besteht aus drei Gemeinden (Mtaa) mit 20 Orten (Kitongoji):
| Njalamatata - Mtaa Mwema - Milola - Kidalini - Jaribuni - Madukani - Msimbazi - Nguvumali - Kambarage - Kabumai - Kisumu | Mkongo-Nakawale - Uzunguni - Kidalini - Tupendane - Makambako - Dodoma | Mwinuko - Mwinuko - Mpira - Mapinduzi - Pachatatu - Handeni |

## Infrastruktur
- Bildung: Im Bezirk gibt es vier weiterführende Schulen.[8] Die Kimolo Secondary School und die Nahimba Secondary School sind staatliche koedukative Schulen mit einer Ausbildung bis zur 4. Stufe.[9][10] Die Stella Matutina Secondary School und die St. Xavier Secondary School bilden ebenfalls bis zur 4. Stufe aus, werden jedoch von der römisch-katholischen Kirche geführt.[11][12]
- Gesundheit: In der Gemeinde Njalamatata gibt es eine öffentliche Apotheke,[13] in Mkongo-Nakawale eine private.[14]